# Saison 2012 des Angels de Los Angeles d'Anaheim
La saison 2012 des Angels de Los Angeles d'Anaheim est la 52e saison en Ligue majeure de baseball pour cette franchise.
L'année est marquée par les débuts de la vedette Albert Pujols avec la franchise et par la belle saison de la recrue Mike Trout, qui rejoint l'équipe le 28 avril après avoir été rappelé des ligues mineures. En cours d'année, le lanceur étoile Zack Greinke est acquis de Milwaukee et rejoint une rotation menée par Jered Weaver, qui lance un match sans point ni coup sûr le 2 mai. Les performances des Angels sont toutefois inégales. Ils ratent les séries éliminatoires et doivent se contenter de la troisième place dans la division Ouest de la Ligue américaine avec 89 victoires et 73 défaites, à cinq parties derrière des champions de division Oakland et quatre victoires derrière la dernière place disponible pour le tournoi d'après-saison.

## Contexte
Les Angels de Los Angeles terminent en deuxième place sur quatre équipes dans la division Ouest de la Ligue américaine en 2011 avec 86 victoires et 76 défaites. C'est une amélioration de 6 victoires en un an, mais les Angels terminent 10 parties derrière les Rangers du Texas, champions de la division, et 6 parties derrière les Rays de Tampa Bay, détenteurs de la dernière place disponible pour les séries éliminatoires.

## Intersaison
Les Angels réalisent le coup fumant de l'intersaison 2011-2012 : le 10 décembre 2011, ils annoncent la mise sous contrat du joueur autonome le plus convoité de l'histoire récente, Albert Pujols. Le premier but étoile, qui vient tout juste de remporter sa deuxième Série mondiale avec les Cardinals de Saint-Louis, signe un contrat de 254 millions de dollars pour 10 saisons. Le même jour, les Angels annoncent l'embauche pour 5 ans et 77,5 millions de dollars du lanceur partant C. J. Wilson, ancien des Rangers du Texas.
Le 30 novembre 2011, les Angels obtiennent le receveur Chris Iannetta des Rockies du Colorado en retour du lanceur droitier Tyler Chatwood. Le receveur Jeff Mathis est échangé aux Blue Jays de Toronto le 3 décembre en retour du lanceur gaucher Brad Mills.
Le 14 décembre, le lanceur droitier LaTroy Hawkins, qui a passé les deux saisons précédentes chez les Brewers de Milwaukee, signe un contrat d'un an avec les Angels.
Le releveur droitier Fernando Rodney quitte Anaheim après trois saisons et se joint le 4 janvier aux Rays de Tampa Bay. Les Angels perdent le lanceur droitier Matt Palmer et le troisième but Brandon Wood sur le marché des agents libres.
Le 10 janvier 2012, le joueur d'avant-champ Jorge Cantú rejoint les Angels.
Le 22 février, le vétéran releveur Jason Isringhausen, 39 ans, signe un contrat des ligues mineures avec les Angels.

## Calendrier pré-saison
L'entraînement de printemps des Angels s'ouvre en février et le calendrier de matchs préparatoires précédant la saison s'étend du 5 mars au 4 avril 2012.

## Saison régulière
La saison régulière des Angels se déroule du 6 avril au 3 octobre 2012 et prévoit 162 parties. Elle débute à domicile par la visite des Royals de Kansas City.

### Avril
- 6 avril : Le premier match des Angels se solde par un succès sur le score de 5-0, avec une victoire étincelante de Jered Weaver. Albert Pujols fait ses débuts attendus avec sa nouvelle équipe, mais est pourtant le seul de son équipe parmi les Angels de l'alignement partant à ne réussir aucun coup sûr[14]. Les deux autres matchs de la série sont remportés par les Royals, 6-3 et 7-3 respectivement, avec des défaites de Dan Haren et Ervin Santana.
- 27 avril : Les Angels libèrent le vétéran Bobby Abreu[15].
- 28 avril : Point tournant dans la saison des Angels, la recrue Mike Trout commence sa saison avec le grand club après l'avoir amorcée dans les mineures[16].

### Mai
- 2 mai : Jered Weaver lance un match sans point ni coup sûr à Anaheim dans une victoire de 9-0 sur les Twins du Minnesota[17].
- 6 mai : Lors d'une visite des Blue Jays de Toronto, Albert Pujols claque son premier coup de circuit avec les Angels, après en avoir été incapable à ses 26 premières parties avec sa nouvelle équipe[18].

### Juin
- 3 juin : Mike Trout est élu meilleure recrue du mois de mai 2012 dans la Ligue américaine[19].

### Juillet
- 2 juillet : Mike Trout est nommé recrue par excellence du mois de juin dans la Ligue américaine[20].
- 27 juillet : Les Angels font l'acquisition du lanceur partant Zack Greinke, destiné à devenir joueur autonome après la saison. Ils cèdent en échange aux Brewers de Milwaukee trois joueurs d'avenir : l'arrêt-court Jean Segura et les lanceurs Johnny Hellweg et Ariel Peña[21].
- 31 juillet : Mike Trout égale le record de franchise pour le plus grand nombre de circuits en un mois par un joueur recrue. Il réédite en juillet la performance de Wally Joyner en mai 1986[22].

### Août
- 1er août : Les Angels accordent un point en huitième et un autre en fin de neuvième au Texas pour voir une avance de 7-1 se transformer en égalité de 7-7. Après avoir marqué 3 fois en début de 10e manche, ils accordent 4 points aux Rangers, qui l'emportent 11-10[23].
- 2 août : Mike Trout est élu meilleur joueur et meilleure joueur recrue du mois de juillet dans la Ligue américaine. Il est le 3e joueur des majeures et le premier de l'Américaine à cumuler ces deux honneurs dans un même mois, après Ryan Braun (juillet 2007) et Buster Posey (juillet 2010) dans la Nationale. Il est le premier à être nommé recrue du mois trois fois depuis Jason Bay pour les Pirates de Pittsburgh de la Nationale en 2004, et le premier à recevoir la distinction autant de fois dans l'Américaine depuis Ichiro Suzuki (5 fois) en 2001[22].

### Septembre
- 4 septembre : Mike Trout est, pour la quatrième fois de suite, élu meilleure recrue du mois en Ligue américaine[24].

### Classement
| Ligue américaine (Division Ouest) | V  | D  | %    | Diff. |
| --------------------------------- | -- | -- | ---- | ----- |
| Athletics d'Oakland               | 94 | 68 | ,580 | -     |
| Rangers du Texas                  | 93 | 69 | ,574 | 1     |
| Angels de Los Angeles             | 89 | 73 | ,549 | 5     |
| Mariners de Seattle               | 75 | 87 | ,463 | 19    |

## Affiliations en ligues mineures
| Niveau            | Équipe                | Ligue                         |
| ----------------- | --------------------- | ----------------------------- |
| AAA               | Salt Lake Bees        | Ligue de la côte du Pacifique |
| AA                | Arkansas Travelers    | Texas League                  |
| A-Advanced        | Inland Empire 66ers   | California League             |
| A                 | Cedar Rapids Kernels  | Midwest League                |
| Ligue des recrues | Orem Owlz             | Pioneer League                |
| Ligue des recrues | Arizona League Angels | Arizona League                |
| Ligue des recrues | DSL Angels            | Dominican Summer League       |